# Bresnay
Bresnay è un comune francese di 402 abitanti situato nel dipartimento dell'Allier nella regione dell'Alvernia-Rodano-Alpi.

## Società

### Evoluzione demografica
Abitanti censiti